# زبان پافانگ
زیان پافانگ یکی از زبان‌های میکرونزیایی است. این زبان در فانانو، موریلو، نوم‌وین، و روئو در جزایر هال در ایالت چوک، ایالات فدرال میکرونزی صحبت می‌شود.